# NGC 7484
NGC 7484 este o galaxie situată în constelația Sculptorul. A fost descoperită în 30 august 1834 de către John Herschel. Se află la o distanță de 34,2 de megaparseci de Pământ.